# USS Skate (SS-305)
Pour les autres navires du même nom, voir USS Skate.
L'USS Skate  (SS-305) était un sous-marin de classe Balao qui a servi dans l'United States Navy.